# 斉藤貴美子
斉藤 貴美子（さいとう きみこ、1977年2月12日 - ）は、日本の女性声優、ナレーター。長野県松本市出身。青二プロダクション所属。

## 略歴
都留文科大学文学部卒業。青二塾東京校21期生卒業。
声優になるきっかけが、ラジオであり、ラジオのパーソナリティになりたかったという。
当初は長野県で小学校の教師になるのが夢だった。
大学卒業して、そのまま教師になるのは、何か自分の思う教師ではない気がして、親と、2年間の社会勉強の約束で上京。
免許も取得していたが、気付いたら2年後に声優の道を進んでいたという。
2019年10月24日、『あいぽん&ましゅみの「声酒はんなり」 』にて、入籍したことを発表した。

## 人物
方言は信州弁。
趣味は物産展・アンテナショップ巡り、芸術観賞。特技はトランペット・トロンボーン演奏。
資格・免許は普通自動車免許、小学校一種教員免許、中学校国語二種教員免許、社会教育主事補任用資格。

## 出演
太字はメインキャラクター。

### テレビアニメ
2001年
- キャプテン翼（2001年版）（2001年 - 2002年、部員A、部員C、少年C、小次郎の母 他）

2002年
- キン肉マンII世（2002年 - 2004年、おがあ、ジェイドのおばさん、ギャル、老婆） - 3シリーズ
- ちびまる子ちゃん（2002年 - 2024年、おばさん、おばあさん、奥様B、女将、お客 他）

2003年
- あたしンち（2003年 - 2008年、主婦1、TVの声2、鈴木さん〈越野あん〉）
- エアマスター（バリケード2号）
- クレヨンしんちゃん（2003年 - 2023年、八百屋のおばさん、女性店員、アンジェリカ、主婦、おばさん 他）
- ソニックX（ばっちゃんA）
- 釣りバカ日誌（若女将、母猿）
- 忍たま乱太郎（2003年 - 2023年、町人、安藤先生の娘）
- 無限戦記ポトリス（市民C、トルーパーD、オペレーター、ポトリス市民たち、娘ポトリスたち 他）
- ゆめりあ（タケシの母）
- ボボボーボ・ボーボボ（2003年 - 2004年、ハナの中の主婦、オバサン、主婦、つけもの、鼻毛道場師匠）

2004年
- エリア88（アリシア、院長）
- GIRLSブラボー シリーズ（2004年 - 2005年、おばさん、守の母） - 2シリーズ
- GANTZ（加藤の叔母〈松浦近子〉）
- 今日からマ王!（2004年 - 2005年、Tぞう、ライラの母、ヨザック〈子供時代〉）
- 銀河鉄道物語（フォレシス将軍、老夫婦女、村瀬母）
- BURN-UP SCRAMBLE（最高議会幹部C、おばはんC、モニカ、ニュースキャスター）
- PEACE MAKER鐵（芸妓、女将）
- 魔法少女隊アルス（ビリス）
- 勇午 〜交渉人〜（管理人、看護婦）
- ローゼンメイデン（人形）
- ONE PIECE（2004年 - 、ハーブ、ギョロ、ボア・マリーゴールド、エルミー、カタリーナ・デボン、海王類〈トリ〉、アキリア、ウホリシア、シャーロット・モンデ、レモンチーズ女王 他）

2005年
- エレメンタル ジェレイド（ジルテイル）
- ケロロ軍曹（ネズミー星人 関脇）
- バジリスク 〜甲賀忍法帖〜（阿福）
- ぱにぽにだっしゅ!（クノイチ番長 お銀）
- BUZZER BEATER（老婆）　
- 冒険王ビィト エクセリオン（エマ）

2006年
- 怪 〜ayakashi〜 四谷怪談（お槙）
- ARIA The NATURAL（子供のウッディー）
- 韋駄天翔（サヤカ）
- うっかりペネロペ（パン屋のおばさん）
- N・H・Kにようこそ!（岬の叔母、女将）
- おとぎ銃士 赤ずきん（校長先生、おばさん）
- 陰からマモル!（女子寮のお嬢さま）
- 神様家族（おばちゃん）
- ギャラクシーエンジェる〜ん（巨漢おばちゃん）
- 地獄少女 二籠（2006年 - 2007年、立花今日子、女将）
- 涼宮ハルヒの憂鬱（おばちゃんA）
- 奏光のストレイン（ジャネット）
- タマ&フレンズ 探せ!魔法のプニプニストーン
- ちょこッとSister（少年）
- DEATH NOTE（レム）
- 出ましたっ!パワパフガールズZ（2006年 - 2007年、サンドイッチの母親、化粧品店の店員、家庭科の先生）
- 爆球Hit! クラッシュビーダマン（大会委員長）
- 貧乏姉妹物語（おばさん）
- BLOOD+（カーライル侯爵夫人）
- マージナルプリンス〜月桂樹の王子達〜（マルタ）
- ヤマトナデシコ七変化♥（八百屋のおばさん）
- 吉宗（蛇の局）

2007年
- Over Drive（深澤ゆきの母）
- おでんくん（母、おばさん）
- 銀魂（2007年 - 2008年、魂平糖の主人の娘、洞爺湖の母ちゃん〈阿寒湖〉）
- ゲゲゲの鬼太郎（第5作）（2007年 - 2009年、赤井、老婆、馬場、ナレーション、看護師長 他）
- 結界師（二月）
- TOKYO TRIBE2（メラの母）
- はたらキッズ マイハム組（2007年 - 2008年、ノラ猫、お梅婆ちゃん、ガイババ）
- 祝!(ハピ☆ラキ)ビックリマン（母カエル、てるてる雲助）
- BLUE DROP 〜天使達の戯曲〜（船津丸ひろ子）

2008年
- イタズラなKiss（細井小百合）
- 古代王者 恐竜キング Dキッズ・アドベンチャー 翼竜伝説（マリー皇太后）
- スレイヤーズREVOLUTION（金持ち婦人A）
- 夏目友人帳（ひしがき）
- ねぎぼうずのあさたろう（2008年 - 2009年、いもやのおかみ、猫、仲居、茶屋のおばあさん、婆さん 他）
- のらみみ2（シロクロ）
- 墓場鬼太郎（大空つばめ、水木の妻）
- 伯爵と妖精（侯爵夫人、家政婦）
- はたらキッズ マイハム組（お梅婆ちゃん、ガイババ）
- ひだまりスケッチ×365（小夜子）
- 美肌一族（マダム、面接官、常連客、薔薇野サユリ）
- ポルフィの長い旅（中年女性、チケット売り場の女、初老の妻、少年D）
- 名探偵コナン（2008年 - 2020年、田端菊代、藤森朝子、二塚朝世、百崎橙子）
- 遊☆戯☆王5D's（マーサ）

2009年
- あにゃまる探偵 キルミンずぅ（マダム）
- 空中ブランコ（菅野）
- こんにちは アン 〜Before Green Gables（おばあさん）
- 聖剣の刀鍛冶（アンナ）
- 戦場のヴァルキュリア（マーサ・リッポネン）
- ドラゴンボール改（2009年 - 2014年、宇宙船のコンピューター、イダーサママ / ザーマスママ） - 2シリーズ
- 夏のあらし! 〜春夏冬中〜（ケン坊）
- バトルスピリッツ 少年突破バシン（オバサン）
- 東のエデン（おネエ）
- ミチコとハッチン（老人）

2010年
- アマガミSS（2010年 - 2012年、学食のおばちゃん、食堂のおばさん） - 2シリーズ
- おとめ妖怪 ざくろ（三葉杏）
- 怪談レストラン（純子の母、マリの祖母）
- 海月姫（千絵子）
- 聖痕のクェイサー（2010年 - 2011年、ビッグ・マム） - 2シリーズ
- 閃光のナイトレイド
- NARUTO -ナルト- 疾風伝（少年、くノ一）

2011年
- あの日見た花の名前を僕達はまだ知らない。（鳴子の母）
- 快盗天使ツインエンジェル〜キュンキュン☆ときめきパラダイス!!〜（赤ベレー母）
- 機動戦士ガンダムAGE（少年）
- テレビまんが 昭和物語
- ともだち8にん（ゴンチャ、ユルリ、ヤァヤ）
- ドラえもん（テレビ朝日版第2期）（2011年 - 2025年、男の子A、酒屋さん、お岩さん風おばけ、ルミ子の母、主婦 他）
- 爆丸バトルブローラーズ ガンダリアンインベーダーズ（カザリナ、エイヴィア）
- バトルスピリッツ ブレイヴ（オルガ）
- 花咲くいろは（和倉シゲ子）
- ベン・トー（大猪）
- 輪るピングドラム（野良猫）

2012年
- おしりかじり虫（ハハ）
- じょしらく（婦人）
- 戦国コレクション（真理恵）
- 探検ドリランド（ギガントバード、パロン）
- バトルスピリッツ ソードアイズ（おかみ）
- HUNTER×HUNTER（第2作）（2012年 - 2014年、ミルキ＝ゾルディック、女医、キューティー＝ビューティー）

2013年
- アイカツ!（西島サブ子）
- 京騒戯画（仏眼仏母）
- がんばれ!ルルロロ（毛糸屋のおばさん、森の向こうのおばさん）
- はたらく魔王さま！（2013年 - 2023年、志波美輝） - 3シリーズ

2014年
- アオハライド（おばさん）
- 暴れん坊力士!!松太郎（おばさん、老婆）
- ガールフレンド（仮）（お天気アナウンサー）
- 寄生獣 セイの格率（中年男性の妻）
- くつだる。（2014年 - 2015年、なじまんばばあ、きっちり隊A / キッチリ隊A、メモ魔）
- ストライク・ザ・ブラッド（緑堂緑）
- ナンダカベロニカ（ケンミン）
- ハイキュー!!（おばちゃん）
- 結城友奈は勇者である -結城友奈の章-（女性教師）
- ONE PIECE “3D2Y” エースの死を越えて! ルフィ仲間との誓い（ボア・マリーゴールド）

2015年
- おそ松さん（2015年 - 2021年、ナレーション、トト子母さん、ドブス、老女、オバサン鬼 他） - 3シリーズ
- カードファイト!! ヴァンガードG シリーズ（2015年 - 2016年、ズー支部長） - 2シリーズ
- 影鰐-KAGEWANI-（2015年 - 2016年、老婆、謎の老女、シーロン・メイ、アナウンス） - 2シリーズ
- 櫻子さんの足下には死体が埋まっている（女性アナウンサー）
- 新あたしンち（越野あん）
- 東京喰種トーキョーグール シリーズ（2015年 - 2018年、ビッグマダム） - 2シリーズ
- ユリ熊嵐（レディ・クマスター〈長老グマ〉）
- ローリング☆ガールズ（瀬戸初枝）
- ワンパンマン（シババワ）

2016年
- orange（女教師）
- 牙狼 -紅蓮ノ月-（末摘花）
- 機動戦士ガンダム 鉄血のオルフェンズ（2016年 - 2017年、ククビータ・ウーグ）
- D.Gray-man HALLOW（老婦人）
- Dimension W（マリー）
- ドラゴンボール超（教授夫人）
- ナースウィッチ小麦ちゃんR（多恵）
- ねじ巻き精霊戦記 天鏡のアルデラミン（マリバン・スサ）
- はんだくん（ジュリ）
- 霊剣山 星屑たちの宴（劉おばさん）

2017年
- クラシカロイド（コーチ）
- 神撃のバハムート VIRGIN SOUL（ママ、安宿のママ）
- 妖怪アパートの幽雅な日常（茜）
- スナックワールド（ジェニファー山本）
- 牙狼〈GARO〉-VANISHING LINE-（レディ・ヴィオラ）
- 鬼灯の冷徹（艶）

2018年
- オーバーロード シリーズ（2018年 - 2022年、ガガーラン） - 2シリーズ
- 覇穹 封神演義（雲霄）
- ピアノの森（暁のママ）
- パズドラ（2018年 - 2024年、イワオ）
- Cutie Honey Universe（シザーズパンサー）
- ゲゲゲの鬼太郎（第6作）（2018年 - 2019年、マサエ、小豆婆、鬼久保愛子）
- ちおちゃんの通学路（坂口家のおばさん）
- Back Street Girls -ゴクドルズ-（田中なつ子）
- 深夜!天才バカボン（マンションの住民、ちがうママ、おばさん）
- ガイコツ書店員 本田さん（ランタン、老婦人、ナオミ、ママ）
- 逆転裁判 〜その「真実」、異議あり!〜（城楼須はらみ）

2019年
- イナズマイレブン オリオンの刻印（エヴァ・ゴードン）
- 爆釣バーハンター（神主第一形態）
- さらざんまい（燕太の祖母、ニャンタロー）
- スター☆トゥインクルプリキュア（シタコ・エーテル）
- 爆丸バトルプラネット（2019年 - 2020年、デュラン・ディーン）
- 魔王様、リトライ!（エビフライ・バタフライ）
- ダンジョンに出会いを求めるのは間違っているだろうかII（フリュネ・ジャミール）
- 旗揚!けものみち（カウントの声、信玄）
- Fairy gone フェアリーゴーン（デイラ）

2020年
- pet（桂木の義母）
- ラディアン（グヴェン）
- ギャルと恐竜（大家さん、リポーター）
- BNA ビー・エヌ・エー（メリッサ・ホーナー）
- ムヒョとロージーの魔法律相談事務所（エミリー）
- ハクション大魔王2020（母巣埼）
- ゴールデンカムイ（2020年 - 2023年、ソフィア） - 2シリーズ
- 魔女の旅々（八重歯 / 元八重歯）

2021年
- エビシー修業日記（タニシさん、デメさん）
- マブラヴ オルタネイティヴ（2021年 - 2022年、京塚志津江） - 2シリーズ
- 白い砂のアクアトープ（宿のおばあ）

2022年
- 終末のハーレム（鬼原国務長官）
- ハコヅメ〜交番女子の逆襲〜（和流崎）
- インセクトランド（ラファエル）
- 魔法使い黎明期（魔女）
- メイドインアビス 烈日の黄金郷（ムーギィ）
- アキバ冥途戦争（宇垣和枝）
- 機動戦士ガンダム 水星の魔女（2022年 - 2023年、ゴルネリ） - 2シリーズ

2023年
- TRIGUN STAMPEDE（ローザ）
- REVENGER（農家の女）
- 【推しの子】（2023年 - 2024年、泰志の母） - 2シリーズ
- 無職転生 II 〜異世界行ったら本気だす〜（ゴリアーデ）
- ブルバスター（蟹江のぶ代）
- 暴食のベルセルク（シスター）
- ミギとダリ（みっちゃん）
- 薬屋のひとりごと（2023年 - 2025年、やり手婆） - 2シリーズ
- B-PROJECT〜熱烈*ラブコール〜（大物女性芸能人）
- アンダーニンジャ（コンビニのおばちゃん）
- 君のことが大大大大大好きな100人の彼女（2023年 - 2025年、総長） - 2シリーズ
- ゾン100〜ゾンビになるまでにしたい100のこと〜（トメ）

2024年
- それいけ!アンパンマン（クータン〈2代目〉）
- スナックバス江（バス江）
- メタリックルージュ（おばあちゃん）
- アンデッドアンラック（オータム）
- ポケットモンスター (2023)（ライム）
- オーイ!とんぼ（ブンペイ母）
- 異世界失格（キャシー）
- しかのこのこのここしたんたん（師範代）
- 青の祓魔師 シリーズ（2024年 - 2025年、ルーシー・陽） - 2シリーズ
- ドラゴンボールDAIMA（ミスター・ポポ〈ミニ〉）
- 妖怪学校の先生はじめました!（オバチャン）
- 結婚するって、本当ですか（星師匠）

2025年
- Aランクパーティを離脱した俺は、元教え子たちと迷宮深部を目指す。（マニエラ、人々）
- 真・侍伝 YAIBA（峰ふじ）
- アン・シャーリー（レイチェル・リンド）
- クラシック★スターズ（お登勢）
- ウマ娘 シンデレラグレイ（料理主任）
- New PANTY & STOCKING with GARTERBELT（スーパーガイ・ジン）
- ブスに花束を。（新橋の母）

### 劇場アニメ
2004年
- スチームボーイ

2008年
- ONE PIECE THE MOVIE エピソードオブチョッパー+ 冬に咲く、奇跡の桜

2009年
- エト-eto-（シブシゲの母）
- 東のエデン（2009年 - 2010年、おネエ） - 2作品

2013年
- 聖☆おにいさん（幸平ママ）
- 劇場版 HUNTER×HUNTER 緋色の幻影（老婆）
- 劇場版 HUNTER×HUNTER -The LAST MISSION-（ミルキ＝ゾルディック）

2014年
- THE LAST -NARUTO THE MOVIE-（悪童、傀儡侍女頭）

2016年
- ONE PIECE FILM GOLD

2017年
- 交響詩篇エウレカセブン ハイエボリューション1（オペレーターA）

2018年
- ドラゴンボール超 ブロリー（ベリブル）

2019年
- PSYCHO-PASS サイコパス Sinners of the System Case.1 罪と罰（玄沢愛子）
- えいがのおそ松さん（ドブス）
- 二ノ国（女将）

2022年
- RE:cycle of the PENGUINDRUM [前編] 君の列車は生存戦略（野良猫）

2025年
- 映画しまじろう しまじろうとゆうきのうた

### OVA
2004年
- Re:キューティーハニー（スカイパンサー、デストロイパンサー）

2007年
- 銀河鉄道物語 〜忘れられた時の惑星〜（執行人B）

2008年
- ピューと吹く!ジャガー リターン・オブ・約1年ぶり（勧誘のおばさん）

2011年
- ナナとカオル（杉村和香）

2012年
- 聖☆おにいさん（幸平ママ）

2014年
- 銀魂「布団に入ってから拭き残しに気付いて寝るに寝れない時もある」（洞爺湖の母ちゃん〈阿寒湖〉）※コミックス第58巻DVD同梱版

2015年
- ニセコイ（女性客）※コミックス第17巻DVD付き同梱版に収録

2017年
- UQ HOLDER! 〜魔法先生ネギま!2〜（ダーナ・アナンガ・ジャガンナータ）※コミックス第14巻DVD付き同梱版に収録

2019年
- ストライク・ザ・ブラッド（2019年 - 2022年、師家様 / 縁堂縁） - 3シリーズ

2020年
- 鬼灯の冷徹（艶） - コミックス第30巻DVD付き限定版

### Webアニメ
- 幕末機関説 いろはにほへと（2006年、遣り手婆、女将、女中）
- 爆丸アーマードアライアンス（2020年、デュラン・ディーン）
- 日本沈没2020（2020年、霧島紅音）
- 極主夫道（2021年 - 2023年、会長[48][49]） - 2シリーズ[一覧 20]
- 爆丸ジオガンライジング（2021年、デュラン・ディーン）

### ゲーム
2003年
- テイルズ オブ シンフォニア

2005年
- ソウルキャリバーIII（カスタムキャラクター・婦人）
- ボボボーボ・ボーボボ 脱出!!ハジケ・ロワイヤル（つけもの）

2006年
- エーデルワイス（安藤麗、学園長）
- 対戦たっきゅう（西園寺レイカ、梅）
- 天外魔境 ZIRIA〜遥かなるジパング〜
- レッスルエンジェルス サバイバー（グリズリー山本）

2007年
- 今日からマ王! 眞マ国の休日（少年ヨザック）
- DEAR My SUN!!〜ムスコ★育成★狂騒曲〜（紫島鈴緒）
- テイルズ オブ イノセンス（2007年 - 2012年、エディ） - 2作品
- テイルズ オブ ファンダム Vol.2（おばさん）
- BLADESTORM 百年戦争（フィリッパ）

2008年
- 戦場のヴァルキュリア（マーサ・リッポネン）
- ソラユメ
- ドラゴンボールDS（元気な女）
- ルーンファクトリー フロンティア（ステラ）
- レッスルエンジェルス サバイバー2（グリズリー山本、ガルム小鳥遊）

2009年
- ソウルキャリバー Broken Destiny（オリジナルキャラクター）
- テイルズ オブ グレイセス（長〈ガウス〉）
- FRAGILE 〜さよなら月の廃墟〜（奥様、母親、こころのないきかい）
- 龍が如く3（三雄）

2010年
- イース -フェルガナの誓い-（マーゴ）※PlayStation Portable版
- NO MORE HEROES 英雄たちの楽園（スピードバスター）

2011年
- 死神と少女（日生紫）

2012年
- スーパーロボット大戦OGサーガ 魔装機神II REVELATION OF EVIL GOD（手下）

2013年
- スーパーロボット大戦OGサーガ 魔装機神III PRIDE OF JUSTICE
- デジモンアドベンチャー

2014年
- スーパーロボット大戦OGサーガ 魔装機神F COFFIN OF THE END

2016年
- ドラゴンボールフュージョンズ

2018年
- ネギマテ UQ HOLDER! 〜魔法先生ネギま!2〜（ダーナ・アナンガ・ジャガンナータ）
- 大乱闘スマッシュブラザーズ SPECIAL（Miiファイター〈タイプ10〉）

2019年
- ドラゴンクエストXI 過ぎ去りし時を求めて S

2020年
- ブレア・ウィッチ 日本語版（魔女）
- 共闘ことばRPG コトダマン（フリュネ・ジャミール）

2022年
- ストレンジャー オブ パラダイス ファイナルファンタジー オリジン（ルフェイン人 / ニル）
- 英雄伝説 黎の軌跡 II -CRIMSON SiN-（ドミニク・ランスター）

2023年
- Hi-Fi RUSH（レッカ）

2024年
- ファイナルファンタジーVII リバース
- ハリー・ポッター:魔法の覚醒（ミネルバ・マクゴナガル〈2代目〉）
- 真・女神転生V Vengeance（エイシェト・ゼヌニム）

2025年
- ORE'N（カマイタチ）
- ドラゴンボールZ カカロット（ミスター・ポポ〈ミニ〉）

### ドラマCD
- イースドラマCD 異説 〜もう一つのフェルガナ冒険記〜（PSP版イース -フェルガナの誓い-限定ドラマCD同梱版）（マーゴ）
- おとめ妖怪 ざくろ ドラマCD 活劇音盤 〜さき、共々と〜（三葉杏）
- 恋するシロクマ 「僕が君を守るよ」（シロナガスクジラ）※第3巻ドラマCD付限定版
- ドラマCD 『treasure』（タク）
- ナナとカオル（杉村和香）

### 吹き替え

#### 担当女優
アイシャ・ハインズ
- ゴジラ キング・オブ・モンスターズ（ダイアン・フォスター大佐）
- NCIS:LA 〜極秘潜入捜査班 シーズン6（エヴァ・ウォレス）
- パーフェクト・ファインド（ビリー）

アン・オグボモ
- クリプトン（ジェイナ＝ゾッド）
- DCエクステンデッド・ユニバース（フィリッポス）
  - ワンダーウーマン
  - ジャスティス・リーグ
  - ジャスティス・リーグ:ザック・スナイダーカット

アンジェラ・バセット
- エンド・オブ・ホワイトハウス（リン・ジェイコブス長官）　
  - エンド・オブ・キングダム

- ダムゼル/運命を拓きし者（ベイフォード夫人）
- Black & White/ブラック & ホワイト（コリンズ）

グェンドリン・クリスティー
- ゲーム・オブ・スローンズ（ブライエニー）
- スター・ウォーズシリーズ（キャプテン・ファズマ）
  - スター・ウォーズ/フォースの覚醒
  - スター・ウォーズ/最後のジェダイ

- ダーケスト・マインド（レディ・ジェーン）

ダヴァイン・ジョイ・ランドルフ
- クレイジー・パーティー（カーラ）
- THE IDOL/ジ・アイドル（デスティニー）
- ルディ・レイ・ムーア（レディ・リード）

ダニエル・ブルックス
- カラーパープル（ソフィア）
- ピースメイカー（レオタ・アデバヨ）
- マインクラフト/ザ・ムービー（ドーン）

メリッサ・マッカーシー
- ヴィンセントが教えてくれたこと（マギー・ブロンスタイン）
- ザ・キッチン（キャシー・ブレナン）
- デンジャラス・バディ（シャノン・マリンズ）
- ブライズメイズ 史上最悪のウェディングプラン（メーガン）

レジーナ・キング
- ウォッチメン（アンジェラ・エイバー / シスター・ナイト）
- ザ・ハーダー・ゼイ・フォール: 報復の荒野（トゥルーディー・スミス）
- シャーリー・チザム（シャーリー・チザム）
- デンジャラス・ビューティー2（サム・フラー）※日本テレビ版

#### 映画
2002年
- イビサボーイズ GO DJ!
- ホワイト・ファング（ヘザー）※NHK版

2003年
- ザ・テロリスト 少女戦士マッリ
- ベッカムに恋して
- ラスト・プレゼント

2004年
- アンディ・ラウの九龍帝王（ホン姐さん〈ディニー・イップ〉）※DVD版
- キス★キス★バン★バン
- 先生はあきらめない 〜ロン・クラーク物語〜
- ダウン
- ドッジボール（フラン〈ミッシー・パイル〉）
- ニューオーリンズ・トライアル（ロリーン・デューク〈ジャニタ・ジェニングス〉）※ソフト版
- ブルース・オールマイティ

2005年
- 旅するジーンズと16歳の夏（カルメン〈アメリカ・フェレーラ〉）
- ダンス・レボリューション（ミッシー〈ミッシー・エリオット〉）
- ドーン・オブ・ザ・デッド

2006年
- インサイド・マン
- 007/死ぬのは奴らだ ※ソフト版
- 007/リビング・デイライツ（ロジーカ〈ジュリー・T・ウォーレス〉）※ソフト版
- ナチョ・リブレ 覆面の神様（カンディディア）

2007年
- スピーシーズXX 寄生獣の誘惑
- チアーズ3（カリーシャ）
- ボルベール〈帰郷〉

2008年
- エージェント・ゾーハン（ゲイル〈レイニー・カザン〉）
- ジェシカ・シンプソンのワーキング・ブロンド（ベティ〈カレン・マクレイン〉）
- ユナイテッド93（ワンダ・アニタ・グリーン）※テレビ東京版
- 覆面ダルホ〜演歌の花道〜（ダルホの母親）
- レイダース 失われた魔宮と最後の王国（マラ〈ケティ・カレンバウアー〉）

2009年
- 13歳のハゲ男（モード〈スザンヌ・シェパード〉）
- ジェシカ・シンプソンのミリタリー・ブロンド（モーリー曹長〈ヴィヴィカ・A・フォックス〉）
- スペル（アール〈ジョン・ビーズリー〉）
- ホステージ（ローラ・シューメイカー）※テレビ朝日版
- ベッドタイム・ストーリー
- ホテル・バディーズ ワンちゃん救出大作戦（マーク）

2010年
- 恋のスラムダンク（ジャニス・ライト〈パム・グリア〉）
- ベスト・キッド（シェリー・パーカー〈タラジ・P・ヘンソン〉）
- ナニー・マクフィーと空飛ぶ子ブタ（ミス・ターヴィー）
- ミート・ザ・ジェンキンズ（ベティ・ジェンキンス〈モニーク〉）

2011年
- ゲット スマート（デブ女〈リンジー・ホリスター〉）※テレビ朝日版
- バレンタインデー（スーザン・モラレス〈キャシー・ベイツ〉）

2012年
- 幸せへのキセキ（レジ係の女）
- ディクテーター 身元不明でニューヨーク（デニース〈ジェシカ・セント・クレア〉）

2013年
- 天使の処刑人 バイオレット&デイジー（アイリス〈マリアンヌ・ジャン＝バプティスト〉）
- ティント・ブラス 秘蜜

2014年
- エンダーのゲーム（グウェン・アンダースン少佐〈ヴィオラ・デイヴィス〉）
- かぞくモメはじめました
- トランスフォーマー/ロストエイジ（不動産屋）

2015年
- ANNIE/アニー（にせママ〈トレイシー・トムズ〉）
- 近距離恋愛
- ジェームス・ブラウン 最高の魂を持つ男（ディーディー〈ジル・スコット〉）
- モール・コップ ラスベガスも俺が守る！（ドナ・エリコーン〈ロニ・ラヴ〉）
- リベンジ・トラップ/美しすぎる罠（ナンシー〈カムリン・マンハイム〉）

2017年
- デス・レース 2050（ミナーヴァ・ジェファーソン〈フォラケ・オロワフォイェク〉）
- 史上最悪の学園生活（アイダ・ストリッカー教頭〈レタ〉）
- 奪還 DAKKAN -アルカトラズ-
- トゥループ・ゼロ-夜空に恋したガールスカウト-（ミス・レイリーン〈ヴィオラ・デイヴィス〉）
- バイバイマン（レッドモン〈フェイ・ダナウェイ〉）
- ピーウィーのビッグ・ホリデー（ペッパー〈ジェシカ・ポリー〉）

2018年
- ヴェノム（コリンズ〈ショペ・アルコ〉）
- レディ・プレイヤー1（ヘレン・ハリス / エイチ〈リナ・ウェイス〉）
- ステップ・シスターズ

2019年
- クレイジー・グッド（ターニャ〈ティファニー・ハディッシュ〉）
- ダーケスト・マインド（レディ・ジェーン〈グウェンドリン・クリスティー〉）
- ファイブ・フィート・アパート（バーブ〈キンバリー・エイベア・グレゴリー〉）

2020年
- ジョジョ・ラビット（ミス・ラーム〈レベル・ウィルソン〉）
- スペル（ヴィオラ〈ロレイン・バーロウズ〉）
- フィール・ザ・ビート（バーブ〈ドナ・リン・チャンプリン〉）
- ブレイクスルー 奇跡の生還（ジョイス・スミス〈クリッシー・メッツ〉）

2021年
- 星の王子 ニューヨークへ行く2（メアリー〈レスリー・ジョーンズ〉）
- ザ・スーサイド・スクワッド “極”悪党、集結（ヒトデ女1）
- シンデレラ（コンスタンティーナ王妃〈ウーピー・ゴールドバーグ〉）※Disney+版
- 悩める失恋の処方箋（アンバー）

2022年
- リスペクト（ママ・フランクリン〈キンバリー・スコット〉）
- ロイヤル・トリートメント（ローラ〈グレース・ベントレー＝ツィブア〉）

2023年
- ウォンカとチョコレート工場のはじまり（パイパー〈ナターシャ・ロスウェル〉）
- トランスフォーマー/ビースト覚醒（ブリアンナ・ディアス〈ローレン・ヴェレス〉）
- 彼女の面影（ジョアンヌ〈オルガ・メレディス〉）
- キャンディ・ケイン・レーン（ペッパー〈ジリアン・ベル〉）
- 残灰に（マルゾウカ）
- ビーニー・バブル（ローズ〈トレイシー・ボナー〉）
- ボトムス 〜最底で最強？な私たち〜（ローズ〈パンキー・ジョンソン〉）
- ミセス・ハリス、パリへ行く（ヴァイ〈エレン・トーマス〉）

2024年
- デッドプール&ウルヴァリン（ハンターB-15〈ウンミ・モサク〉）
- デリヴァランス-悪霊の家-（シンシア〈モニーク〉）
- ビートルジュース ビートルジュース（オルガ〈リヴ・スペンサー〉）

2025年
- ヒットマン（クローデット〈レタ〉）
- オメデタ⁈そんなトコ（ケイト〈ジリアン・ベル〉）

#### ドラマ
2006年
- イタズラなKissII〜惡作劇2吻〜（細井小百合）
- Lの世界（キット・ポーター〈パム・グリア〉）

2007年
- クリミナル・マインド FBI行動分析課（ペネロープ・ガルシア〈カーステン・ヴァングスネス〉）
  - クリミナル・マインド 特命捜査班レッドセル

- CSI:8 科学捜査班 #11（ナンシー）
- デスパレートな妻たち3 #9, 14

2008年
- オンエアー（イ・ヘギョン）
- CSI:ニューヨーク3 #21　
- CSI:マイアミ8（アドリーナ・ヴィラーニ）
- ダーティ・セクシー・マネー（カルメリータ〈キャンディス・ケイン〉）
- ターミネーター:サラ・コナー クロニクルズ（シンプソン）

2009年
- ER XII 緊急救命室 #3（ハリエット〈ソーニャ・エディ〉）

2010年
- iCarly（ジェレミー、ジョディ）
- ER XV 緊急救命室 #14（エイプリル・ロビンソン〈ダヴェニア・マクファデン〉）
- ミス・マープル3 バートラム・ホテルにて（アメリア〈ミーシャ・パリス〉）
- 奥さまは首相 〜ミセス・プリチャードの挑戦〜
- glee/グリー（メアリー）
- グレイズ・アントミー6（レスリー）
- デスパレートな妻たち5（ルーシー・バークバーン）
- ナース・ジャッキー3（キャンディス）

2011年
- NIKITA / ニキータ（ミラクル、カーラ・ベネット）
- ブルーブラッド 〜NYPD家族の絆〜（ホッチキス）

2012年
- キャッスル 〜ミステリー作家は事件がお好き（ナタリー・ローズ〈ローラ・プレポン〉）
- 恋するメゾン。〜Rainbow Rose〜
- シェイムレス 俺たちに恥はない（ボブ、アンドレア・ジョンソン）
- ボディ・オブ・プルーフ 死体の証言（ジェン・ラッセル）
- ホワイトチャペル3 終わりなき殺意（メグ・ライリー〈ハンナ・ウォルターズ〉）
- ミディアム7 最終章（ジャスティーン・ゴッドリッチ）
- 名探偵ポワロ 複数の時計（ヘミングス夫人）
- 名探偵モンク5 #13

2013年
- GRIMM/グリム シーズン4 #11, #12, #14, #20（ヘンリエッタ〈ガーセル・ボヴェイ〉）
- プライベート・プラクティス4（パティ）

2016年
- THE BLACKLIST/ブラックリスト
  - シーズン3 #10（アリソン・ゲインズ）
  - シーズン4 #9（ウェンディ）

2018年
- S.W.A.T.（カトリナ・ウォルシュ）

2019年
- マンダロリアン（公爵夫人〈リゾ〉）

2021年
- Solos 〜ひとりひとりの回想録〜（サーシャ〈ウゾ・アドゥバ〉）
- 9月の朝 〜カサンドラの物語〜（ホベルタ）
- くたばれケビン!（パティ〈メアリー・ホリス・インボデン〉）
- ファースト・デイ わたしはハナ! #1
- ジャスト・ビヨンド 怪奇の学園 #6（エラの母親）
- ステーション・イレブン #7（グウェン）
- AND JUST LIKE THAT... / セックス・アンド・ザ・シティ新章（チェ・ディアス〈サラ・ラミレス〉）
- ウェントワース女子刑務所（ルー・ケリー〈ケイト・ボックス〉）
- CITY ON A HILL/罪におぼれた街 シーズン2〜3（グレイス・キャンベル〈パーネル・ウォーカー〉）
- ロキ（ハンターB-15〈ウンミ・モサク〉）

2022年
- マーダーズ・イン・ビルディング（アースラ〈メレディス・ホルツマン〉）
- フィアー・ザ・ウォーキング・デッド シーズン7 #5（ミッキー）
- ザ・バイト（レイチェル・ブテラ〈オードラ・マクドナルド〉）

2023年
- フリーリッジ（グロリア〈キーラ・モンテローソ・メヒア〉）
- グッド・サム 外科医親子のパワーゲーム（ドナ）
- キラービー（ロレッタ・グリーン〈ヘザー・シムズ〉）
- サタデーズ（ダッチェス〈ヨランダ・ヨーヨー・ホイタッカー〉）
- デッドロック 〜女刑事の事件簿〜（ダルシー〈ケイト・ボックス〉）
- スティル・アップ〜眠れないふたり〜 #3（エムおばさん〈リンダ・ハーグリーブス〉）

2024年
- KAOS/カオス（アレクト〈キャシー・タイソン〉）
- チャッキー シーズン3（リンドストロム）
- ディック・ターピンのデタラメ大冒険（ネル〈エリー・ホワイト〉）

2025年
- ザ・レジデンス（コーデリア・カップ〈ウゾ・アドゥーバ〉）
- オッド スクワッド 出動!ヘンテコ捜査局 #4（タミー）
- ベター・シスター（キャサリン・ランカスター〈ロレイン・トゥーサント〉）

#### アニメ
- アドベンチャー・タイム（老婆）
- WALL・E/ウォーリー
- おさるのジョージ（エイミー）
- キッド vs キャット（マンソン）
- サウスパーク（エリック・カートマン）※FOX版
- シュレック フォーエバー（ジョーゼット）
- スクルージ:クリスマス・キャロル
- スター・ウォーズ 反乱者たち（ケツー・オンヨ）
- スター・ウォーズ/フォース・オブ・デスティニー（ケツー・オンヨ）
- スター・ウォーズ レジスタンス（キャプテン・ファズマ[86]、ガレック大尉）
- ターボ（バーン）
- ナットのスペースアドベンチャー3D（スクーター）
- バービー&チェルシー: 消えたバースデー（アイリーン)
- バッドガイズ（署長[87]）
- パラノーマン ブライス・ホローの謎（アルヴィン）
- 百妖譜（春花）
- ボス・ベイビー（ビッグ・ボス・ベイビー）※機内上映版（DVD&BD収録）
- LEGO スター・ウォーズ/オールスターズ（キャプテン・ファズマ）
- LEGO スター・ウォーズ/たたかえ!レジスタンス（キャプテン・ファズマ）
- LEGO スーパー・ヒーローズ:ジャスティス・リーグ〈悪の軍団誕生〉（ジャイガンタ）
- レゴニンジャゴー ザ・ムービー
- レゴ ニンジャゴー 〜スピン術バトルの使い手〜（ヘビーメタル）
- レゴ ムービー 2（わがまま女王[88]）

#### その他
- ザ・ジレンマもうガマンできない（ナレーター）
- JFK/新証言 知られざる陰謀【劇場版】（ウーピー・ゴールドバーグ[89]）
- ブリティッシュ・ベイクオフ2（メアリーアン）
- プロジェクト・ランウェイ/NYデザイナーズバトル シーズン2（ズレーマ・グリフィン）
- ブリッピーのおしごとチャレンジ! #5（パティナ先生）

### ナレーション
- ココリコミラクルタイプ（フジテレビ）コーナーナレーション
- 笑っていいとも!（フジテレビ）火曜日オープニングコーナー - 生ナレーション：顔出し
- 怒髪天我般若になりにけり - 生ナレーション：顔出し
- スーパーニュース（フジテレビ）
- みんなのニュース（フジテレビ）
- 美しき青木・ド・ナウ（テレビ朝日）御冠裁判コーナー コーナーナレーション
- ドスペ！巨大地震スペシャル（テレビ朝日）
- おぉ!信州人（長野朝日放送）
- にっぽん釣りの旅（NHK BS2）
- わたしと会社と子供たち（BSジャパン）
- 筋肉丸（フジテレビ739）
- あしたのジョシ（CSサムライch）
- Live News it!（フジテレビ）
- 中居正広の金曜日のスマイルたちへ（TBS）
- テレメンタリー2018「40年の『無情』 〜横田めぐみさん拉致事件〜」（2018年1月28日、テレビ朝日・新潟テレビ21制作）
- BS1スペシャル「SAKE革命〜日本酒が世界酒へ〜」（2020年2月6日、NHK BS1）

### 特撮
- 手裏剣戦隊ニンニンジャー（2015年、妖怪ユキオンナの声[90]）
- 仮面ライダーセイバー（2020年、メデューサメギドの声[91]）

### ラジオ
- NISSAN あ、安部礼司〜BEYOND THE AVERAGE（逸田祥子）

### 舞台
- 生きてるうちが華なのよ TAIAI（2023年11月15日）[92]
- 春琴の佐助（2024年10月31日 - 11月3日）[93]

### その他コンテンツ
- 笑っていいとも（「怒髪天! 我、般若トナリニケリ!!」コーナーレギュラー出演）
- 美しき青木・ド・ナウ（御冠裁判のナレーション）
- パチンコ 湘南爆走族（大久保さん）
- 総務部総務課山口六平太（武田純子）
- 世界一受けたい授業（声の出演）
- フジテレビ短編アニメ大賞最新作 チョコレートのウサギ パルピー（パオ）
- 世界を変えるテレビ（声の出演）
- ザ!世界仰天ニュース（声の出演）
- おぉ!信州人（ナレーション）
- 世界の衝撃ストーリー（声の出演）
- みんなのニュース（「シュザイブ」ナレーション）
- 奇跡のレッスン（ボイスオーバー）

## ディスコグラフィ

### キャラクターソング
| 発売日       | 商品名                                          | 歌                                          | 楽曲                       | 備考                                             |
| ------------ | ----------------------------------------------- | ------------------------------------------- | -------------------------- | ------------------------------------------------ |
| 2024年4月3日 | TVアニメ「スナックバス江」Cover Song Correction | バス江（斉藤貴美子）with タツ兄（落合福嗣） | 「ロンリー・チャップリン」 | テレビアニメ『スナックバス江』エンディングテーマ |
| 2024年4月3日 | TVアニメ「スナックバス江」Cover Song Correction | バス江（斉藤貴美子）                        | 「喝采」                   | テレビアニメ『スナックバス江』エンディングテーマ |
| 2024年4月3日 | TVアニメ「スナックバス江」Cover Song Correction | 明美（高橋李依）、バス江（斉藤貴美子）      | 「恋のバカンス」           | テレビアニメ『スナックバス江』エンディングテーマ |

### シリーズ一覧
1. ↑  第1期（2002年）、第2期『ULTIMATE MUSCLE』（2004年）
2. ↑  第1期『first season』（2004年）、第2期『second season』（2005年）
3. ↑  第1期（2009年）、第2期（2014年）
4. ↑  第1期（2010年）、第2期『アマガミSS+ plus』（2012年）
5. ↑  第1期（2010年）、第2期『II』（2011年）
6. ↑  第1期（2013年）、第2期『はたらく魔王さま!!』1st Season（2022年）、第2期『はたらく魔王さま!!』2nd Season（2023年）
7. ↑  第1期（2015年 - 2016年）、第2期（2017年 - 2018年）、第3期（2020年 - 2021年）
8. ↑  第2期『ギアースクライシス編』（2015年）、第3期『ストライドゲート編』（2016年）
9. ↑  第1期（2015年）、第2期『承』（2016年）
10. ↑  第2期『√A』（2015年）、第3期『:re』（2018年）
11. ↑  第2期『II』（2018年）、第4期『IV』（2022年）
12. ↑  第三期（2020年）、第四期（2023年）
13. ↑  第1期（2021年）、第2期（2022年）
14. ↑  Season1（2022年）、Season2（2023年）
15. ↑  第1期（2023年）、第2期（2024年）
16. ↑  第1期（2023年 - 2024年）、第2期（2025年）
17. ↑  第1期（2023年）、第2期（2025年）
18. ↑  第4期『雪ノ果篇』（2024年）、第4期『終夜篇』（2025年）
19. ↑  『劇場版I The king of Eden』（2009年）、『劇場版II Paradise Lost』（2010年）
20. ↑  シーズン1（2021年）、シーズン2（2023年）
21. ↑  『テイルズ オブ イノセンス』（2007年）、『テイルズ オブ イノセンス R』（2012年）

### 初出話一覧
1. 1 2 3 4  第1話初出
2. 1 2 3  第2話初出
3. ↑  第20話初出
4. ↑  第52話初出
5. ↑  第13話初出
6. ↑  第9話初出
7. ↑  第10話初出
8. ↑  第4期『終夜篇』 第3話初出
9. ↑  第4期『雪ノ果篇』 第1話初出
10. 1 2  第4話初出
11. 1 2  第7話初出
12. ↑  第24話初出
13. ↑  第8話初出